# جايسون دنت
جايسون دنت (بالإنجليزية: Jason Dent) هو فنان قتال مختلط أمريكي، ولد في 12 يونيو 1980 في سينسيناتي في الولايات المتحدة.

## وصلات خارجية
- جايسون دنت على موقع يو إف سي (الإنجليزية)
- جايسون دنت على موقع شيردوغ (الإنجليزية)
- جايسون دنت على موقع IMDb (الإنجليزية)